# 2897 Ole Römer
2897 Ole Römer este un asteroid din centura principală, descoperit pe 5 februarie 1932, de Karl Reinmuth.